# CPR Asset Management
Pour les articles homonymes, voir CPR.
 (janvier 2022).
Si vous disposez d'ouvrages ou d'articles de référence ou si vous connaissez des sites web de qualité traitant du thème abordé ici, merci de compléter l'article en donnant les références utiles à sa vérifiabilité et en les liant à la section « Notes et références ».
CPR Asset Management (CPRAM) est une société spécialisée en gestion d'actifs issue de la Compagnie parisienne de réescompte (CPR).

## Histoire
Fondé le 24 avril 1989, la CPR Asset Management est agréé par l'Autorité des marchés financiers. Elle est une filiale à 100 % d’Amundi[Depuis quand ?], pôle commun de gestion d’actifs de Crédit Agricole SA (75 %) et de Société générale (25 %)[Quand ?]. La société était auparavant une filiale de Crédit agricole Asset Management (CAAM) issue de l'ancienne Compagnie Parisienne de Réescompte rachetée par Crédit agricole Indosuez en 2000.
Entrée dans le groupe Crédit agricole, la CPR, doyenne des maisons d'escompte française, créée en 1928 a donné naissance à diverses entités, connues sous le nom de CPR Asset Management (CPRAM), CPR-Or, Tessi-CPR-Or, et même CPR Devises.